# Johann von Tiefen
Martin Truchseß von Wetzhausen (°1440, † 25 août 1497), est le trente-cinquième grand maître (magister generalis) de l’ordre Teutonique de 1489 à 1497.